# Ізаак Бастіан
Ізаак Бастіан (3 січня 2001) — багамський плавець.
Учасник Олімпійських Ігор 2020 року, де в попередніх запливах на дистанціях 100 і 200 метрів брасом посів, відповідно, 40-ве і 36-те місце й не потрапив до півфіналів.